# Francesco Maruca
Francesco Maruca aussi connu sous les pseudonymes de Ciccio et de  Martef (16 juillet 1898, Catanzaro - 26 novembre 1962, Bologne) est un homme politique et antifasciste italien, parmi les principaux partisans du communisme révolutionnaire en Italie.

## Biographie
Francesco Maruca nait en 1898 à Catanzaro, en Calabre, où il travailla en tant qu'ébéniste.
En 1915, il est nommé Secrétaire du Cercle des Jeunes socialistes et le 21 janvier 1921 il fut parmi les membres fondateurs du Parti communiste d'Italie lors du Congrès de Livourne. Il est alors nommé Secrétaire du Parti communiste dans la Province de Catanzaro. Sous le pseudonyme de Martef, il fut pendant une brève période le fiduciaire de l'exécutif national du Parti communiste d'Italie.
Le 23 décembre 1923, il est dénoncé pour avoir rédigé un manifeste incitant à la haine sociale. Le 4 février 1924, il est amené au poste de police pour troubles à l'ordre public et deux jours après, simultanément à l'arrestation d'Amadeo Bordiga et du Comité central du Parti communiste, il est lui aussi arrêté et enfermé avec l'accusation de délinquance et association de malfaiteurs. Il ne regagnera sa liberté que le 11 juin de la même année.
En juin 1924, il participe au Ve Congrès de l'Internationale communiste. Quelques années plus tard, il est inscrit sur la liste des personnes dangereuses pour le régime fasciste et qu'il fallait arrêter. Pendant la Seconde Guerre mondiale, il est justement arrêté pour activité antifasciste par la Préfecture de Cosenza et mis sur la liste des personnes à envoyer en camp de concentration. Relâché le 17 août 1942, il reprend son activité politique clandestine et il crée, avec le soutien de Filippo De Nobili, la Fédération communiste de la Province de Catanzaro dont il devient secrétaire. Il occupe entre autres le poste de directeur du journal La Voce del Popolo (créée le 7 novembre 1943).
En janvier 1944, il participe au congrès des partis antifascistes qui se tient à Bari. Il exprime à diverses reprises des critiques envers la nouvelle direction du Parti communiste d'Italie et, le 19 février 1944, il est accusé de créer des scissions au sein du parti et il en est donc expulsé après avoir été destitué de sa charge de secrétaire.
Au vu de sa discorde avec Palmiro Togliatti, nouveau secrétaire du parti, il adhère à la Fraction de Gauche des Communistes et des Socialistes italiens. Il est ainsi secrétaire des fédérations de ce parti de Catanzaro, Reggio de Calabre et Messine. De plus, il publie l'hebdomadaire  L'Internazionale Comunista qui est diffusé à Catanzaro. Aux élections administratives de 1946, le Parti communiste internationaliste, auquel a adhéré Maruca, obtient 15 000 votes ce qui permet de faire élire Francesco Maruca au poste de conseiller communal. À la suite de la scission interne du parti en 1952, il suit la ligne politique d'Onorato Damen qui se situe sur l’échiquier politique à gauche du Parti communiste internationaliste (lui-même situé à gauche du Parti communiste d'Italie).
Francesco Maruca s'éteint à Bologne le 26 novembre 1962.